# Nippon Professional Baseball 2016
La stagione 2016 della Nippon Professional Baseball (NPB) è iniziata il 25 marzo ed è terminata il 29 ottobre 2016.
Le Japan Series sono state vinte per la terza volta nella loro storia dagli Hokkaido Nippon-Ham Fighters, che si sono imposti sugli Hiroshima Toyo Carp per 4 partite a 2.

## Regular season

### Central League
| Squadra                | Partite | Vittorie | Sconfitte | Pareggi | Perc. | GB   |
| ---------------------- | ------- | -------- | --------- | ------- | ----- | ---- |
| Hiroshima Toyo Carp    | 143     | 89       | 52        | 2       | .631  | —    |
| Yomiuri Giants         | 143     | 71       | 69        | 3       | .507  | 17.5 |
| Yokohama DeNA BayStars | 143     | 69       | 71        | 3       | .493  | 19.5 |
| Hanshin Tigers         | 143     | 64       | 76        | 3       | .457  | 24.5 |
| Tokyo Yakult Swallows  | 143     | 64       | 78        | 1       | .451  | 25.5 |
| Chunichi Dragons       | 143     | 58       | 82        | 3       | .414  | 30.5 |

### Pacific League
| Squadra                      | Partite | Vittorie | Sconfitte | Pareggi | Perc. | GB   |
| ---------------------------- | ------- | -------- | --------- | ------- | ----- | ---- |
| Hokkaido Nippon-Ham Fighters | 143     | 87       | 53        | 3       | .621  | —    |
| Fukuoka SoftBank Hawks       | 143     | 83       | 54        | 6       | .606  | 2.5  |
| Chiba Lotte Marines          | 143     | 72       | 68        | 3       | .514  | 15.0 |
| Saitama Seibu Lions          | 143     | 64       | 76        | 3       | .457  | 23.0 |
| Tohoku Rakuten Golden Eagles | 143     | 62       | 78        | 3       | .443  | 25.0 |
| Orix Buffaloes               | 143     | 57       | 83        | 3       | .407  | 30.0 |

|  | 1º della regular season e qualificato alle finali delle Climax Series |
|  | Qualificati alle semifinali delle Climax Series                       |

## Post season
|  | Climax Series - semifinali | Climax Series - semifinali | Climax Series - semifinali   |                              |                     | Climax Series - finali | Climax Series - finali | Climax Series - finali |  |  | Japan Series | Japan Series | Japan Series |  |
|  |                            |                            |                              |                              |                     |                        |                        |                        |  |  |              |              |              |  |
|  |                            |                            |                              |                              |                     | C1                     | Hiroshima Toyo Carp    | 4                      |  |  |              |              |              |  |
|  |                            |                            |                              |                              |                     | C1                     | Hiroshima Toyo Carp    | 4                      |  |  |              |              |              |  |
|  |                            |                            |                              | Yokohama DeNA BayStars       | 1                   |                        |                        |                        |  |  |              |              |              |  |
|  | C2                         | Yomiuri Giants             | 1                            | Yokohama DeNA BayStars       | 1                   |                        |                        |                        |  |  |              |              |              |  |
|  | C2                         | Yomiuri Giants             | 1                            |                              |                     |                        |                        |                        |  |  |              |              |              |  |
|  | C3                         | Yokohama DeNA BayStars     | 2                            |                              |                     |                        |                        |                        |  |  |              |              |              |  |
|  | C3                         | Yokohama DeNA BayStars     | 2                            |                              | Hiroshima Toyo Carp | Hiroshima Toyo Carp    | 2                      |                        |  |  |              |              |              |  |
|  |                            |                            |                              |                              |                     |                        |                        |                        |  |  |              |              |              |  |
|  |                            |                            | Hokkaido Nippon-Ham Fighters | Hokkaido Nippon-Ham Fighters | 4                   |                        |                        |                        |  |  |              |              |              |  |
|  |                            |                            |                              | Hokkaido Nippon-Ham Fighters | 4                   |                        |                        |                        |  |  |              |              |              |  |
|  |                            |                            |                              |                              |                     |                        |                        |                        |  |  |              |              |              |  |
|  |                            |                            |                              |                              |                     |                        |                        |                        |  |  |              |              |              |  |
|  |                            | P1                         | Hokkaido Nippon-Ham Fighters | 4                            |                     |                        |                        |                        |  |  |              |              |              |  |
|  |                            |                            |                              | 4                            |                     |                        |                        |                        |  |  |              |              |              |  |
|  |                            |                            |                              | Fukuoka SoftBank Hawks       | 2                   |                        |                        |                        |  |  |              |              |              |  |
|  | P2                         | Fukuoka SoftBank Hawks     | 2                            | Fukuoka SoftBank Hawks       | 2                   |                        |                        |                        |  |  |              |              |              |  |
|  | P2                         | Fukuoka SoftBank Hawks     | 2                            |                              |                     |                        |                        |                        |  |  |              |              |              |  |
|  | P3                         | Chiba Lotte Marines        | 0                            |                              |                     |                        |                        |                        |  |  |              |              |              |  |

## Campioni
| Japan Series 2016 Hokkaido Nippon-Ham Fighters Terzo titolo |

## Premi
- Miglior giocatore della stagione

|    | Giocatore     | Squadra                      |
| -- | ------------- | ---------------------------- |
| CL | Takahiro Arai | Hiroshima Toyo Carp          |
| PL | Shōhei Ōtani  | Hokkaido Nippon-Ham Fighters |

- Rookie dell'anno

|    | Giocatore           | Squadra                      |
| -- | ------------------- | ---------------------------- |
| CL | Shun Takayama       | Hanshin Tigers               |
| PL | Hirotoshi Takanashi | Hokkaido Nippon-Ham Fighters |

- Miglior giocatore delle Japan Series

| Giocatore     | Squadra                      |
| ------------- | ---------------------------- |
| Brandon Laird | Hokkaido Nippon-Ham Fighters |